# كين تريبيت
كين تريبيت (بالإنجليزية: Ken Tribbett)‏ (25 أغسطس 1992 بسينتينيال في الولايات المتحدة - ) هو لاعب كرة قدم أمريكي في مركز الوسط. لعب مع فيلادلفيا يونيون وبثلهام ستييل وFlint City Bucks ‏ وOcean City Nor'easters ‏ ونادي بان.

## وصلات خارجية
- كين تريبيت على موقع الدوري الأمريكي (الإنجليزية)
- كين تريبيت على موقع قاعدة بيانات كرة القدم.إي يو (الإنجليزية)
- كين تريبيت على موقع Soccerway.com (الإنجليزية)
- كين تريبيت على موقع AS.com (الإسبانية)